# Vegard Haukø Sklett
Vegard Haukø Sklett (10 febbraio 1986) è un ex saltatore con gli sci norvegese.

## Biografia
In Coppa del Mondo esordì il 31 gennaio 2009 a Sapporo (24°) e ottenne la prima vittoria, nonché primo podio, il 10 dicembre 2011 a Harrachov. Non partecipò né a rassegne olimpiche né iridate.

## Palmarès

### Coppa del Mondo
- Miglior piazzamento in classifica generale: 16º nel 2012
- 2 podi (entrambi a squadre):
  - 2 vittorie

#### Coppa del Mondo - vittorie
| Data             | Località  | Nazione   | Trampolino                                                         |
| ---------------- | --------- | --------- | ------------------------------------------------------------------ |
| 10 dicembre 2011 | Harrachov | Rep. Ceca | Čerťák HS205 (con Tom Hilde, Bjørn Einar Romøren e Anders Bardal)  |
| 11 febbraio 2012 | Willingen | Germania  | Mühlenkopf HS145 (con Anders Fannemel, Rune Velta e Anders Bardal) |